# Thomas De Gendt

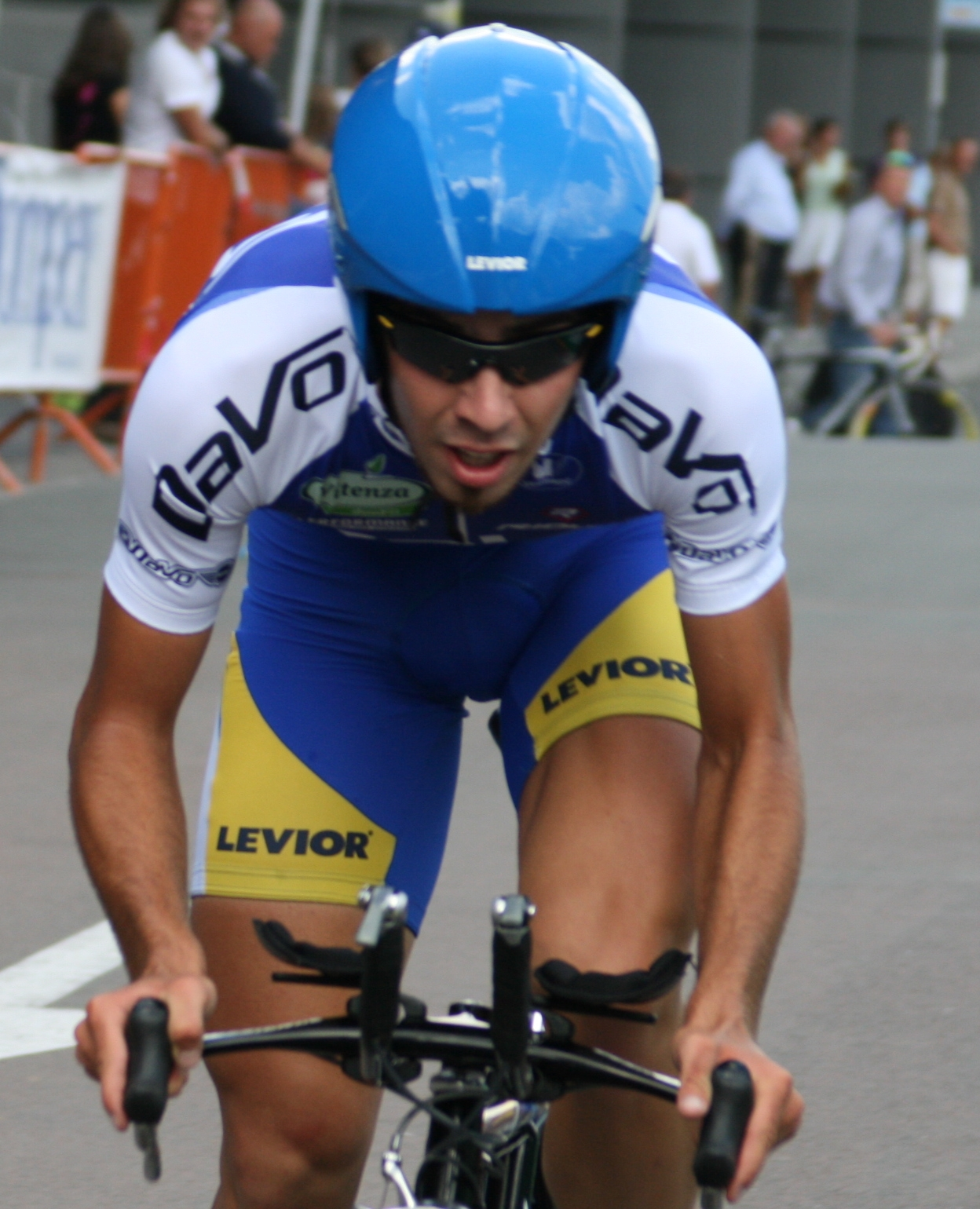
Thomas De Gendt in 2008

Thomas De Gendt (Sint-Niklaas, 6 november 1986) uit België was wegwielrenner van 2009 tot 2024. Hij stond gekend voor zijn lange ontsnappingen en klimwerk. De Gendt haalde overwinningen in de drie grootste rondes, de Tour, de Vuelta en de Giro, met winst in 2012 op de Stelviopas als het hoogtepunt in zijn wielercarrière. Als gravelfietser zal hij vanaf 2025 rijden voor Classified Gravel Team.

## Carrière
De Gendt kreeg zijn tweede professionele contract aangeboden in 2009 door de Belgische ploeg Topsport Vlaanderen. Daarvoor reed hij als semi-professional voor de ploeg Unibet-Davo. Op vrijdag 4 oktober 2013 kreeg Thomas het 30e plaatsje aangeboden bij Omega Pharma-Quick Step, nadat zijn Nederlandse Vacansoleil Pro Cycling Team geen sponsor meer vond voor het volgende seizoen.

### 2011
Op 6 maart 2011 wint hij de openingsetappe van Parijs-Nice door zijn twee medevluchters Jérémy Roy en Jens Voigt met de aankomst in zicht uit het wiel te rijden en het aanstormende peloton voor te blijven. Hij was de eerste Belg - sinds Frank Vandenbroucke in 1998 - die de gele leiderstrui mocht aantrekken op de openingsdag. Deze trui moest hij na de derde etappe aan ritwinnaar Matthew Goss afstaan, maar tijdens de vierde etappe was De Gendt vastbesloten het geel terug te veroveren en na zes kilometer sprong hij mee met een groepje vroege vluchters, waaronder de latere ritwinnaar Thomas Voeckler. Onderweg sprokkelde hij voldoende bonificatieseconden en reed zo virtueel in het geel en toen het groepje van vijf niet gegrepen werd en De Gendt derde eindigde, was het geel opnieuw een feit. Na de eerste bergetappe nam ritwinnaar Andreas Klöden op donderdag het geel dan over.
Op vrijdag 17 juni 2011 slaat De Gendt opnieuw toe, ditmaal in de Ronde van Zwitserland. In de etappe over de Flüelapas valt hij op circa twintig km van de meet aan en wel op het vlakke gedeelte net voor de slotklim van eerste categorie in Oostenrijk. Aan de voet van de berg verzamelde hij een minuut, waarvan er op de eindmeet nog 37 seconden overschieten op Andy Schleck.
In de Ronde van Frankrijk kwam hij in het begin van de ronde ten val, waarna men een kleine breuk in de top van het sleutelbeen vaststelde. Hierdoor kon hij zich in de eerste twee weken niet echt profileren. In de slotweek presteerde hij echter super. Zo werd hij zesde in de rit naar Alpe d'Huez, eindigend in dezelfde tijd van een groepje met daarin de latere top drie van het eindklassement, namelijk Cadel Evans Andy en Fränk Schleck; tevens werd hij verrassend vierde in de slottijdrit in Grenoble, waarbij hij wereldkampioen tijdrijden Cancellara afhield.

### 2012
Op zaterdag 10 maart 2012 wist hij de zevende etappe van Parijs-Nice tot de zijne te maken. Al na 48 km ontsnapte De Gendt uit het peloton en liet op de slotklim medevluchter Rein Taaramäe achter zich. Hij finishte solo op de Promenade des Anglais.
Tijdens zijn eerste deelname aan de Ronde van Italië reed De Gendt erg sterk. Tijdens de veertiende etappe, de eerste echte bergrit, wist De Gendt als achtste te eindigen, voor kleppers als Scarponi, Basso en Fränk Schleck. Dankzij deze prestatie kwam hij in de top 15 van het klassement, meer bepaald op de veertiende plaats. De Gendts vormcurve bleef aanhouden en voor het ingaan van het slotweekend stond hij op een verdienstelijke achtste plaats, op ruim vijf minuten van Joaquim Rodríguez. In de voorlaatste etappe dan, de koninginnenrit met aankomst op de legendarische Stelvio, ontsnapte De Gendt net voor de top van de voorlaatste klim op de steile Mortirolo uit de groep der favorieten en kwam in een kopgroep van zeven terecht. Op de flanken van de Stelvio trok De Gendt fors door, enkel Damiano Cunego en Mikel Nieve konden nog eventjes aansluiten, maar ook zij moesten er enkele kilometers later onverbiddelijk af en zo klom De Gendt de laatste twaalf kilometer solo. Even liep hij zelfs nog uit op het groepje der favorieten en reed virtueel - op vier seconden na - bijna in het roze. In de laatste drie kilometers maakten Rodriguez, Scarponi en Hesjedal wel nog anderhalve minuut goed, maar de toch wel heroïsche overwinning van De Gendt kwam niet meer in gevaar, tevens schoof hij in het klassement op naar de vierde plaats. Door zijn prestatie op de Stelvio was De Gendt overigens de derde Belg na Eddy Merckx en Lucien Van Impe die erin slaagde de begeerde Cima Coppi te behalen. In de afsluitende tijdrit op zondag werd De Gendt vijfde (beste uitslag van de klassementsrenners) en wipte zo nog over titelverdediger Scarponi op de onderste trede van het eindpodium, dat door winnaar Hesjedal en Rodríguez vervolledigd werd. Zeventien jaar na Johan Bruyneel in de Vuelta eindigde op deze manier nog eens een Belg op het podium in een grote ronde.
Na de Ronde van Italië ging De Gendt later dat jaar van start in de Ronde van Spanje. Na enkele slechtere dagen was het al snel duidelijk dat hij zijn 3de plaats in Italië niet zou evenaren. Toch wist hij met een 6de plaats in de 13e etappe en een 2de in de 16e etappe bijna zijn tweede ritoverwinning in een grote ronde te behalen.

### 2013
2013 zou een vervelend jaar worden voor De Gendt. Door knieproblemen kan hij nooit zijn goede vorm bereiken. De enige overwinning in 2013 is de 7e etappe van de Ronde van Catalonië. In de Ronde van Frankrijk verliest De Gendt in de eerste week al bijna 30 minuten op zijn concurrenten, toch weet hij voor een paar mooie prestaties te zorgen. Zo was hij in de 5e etappe de hele dag in de aanval, wat hem de prijs voor de strijdlust opleverde. Zijn hoogtepunt was de 11e etappe, dit was een vlakke tijdrit met aankomst aan de Mont Saint-Michel van 33 km. Opgejaagd door wereldkampioen Tony Martin klokt De Gendt met 37'30" de beste tijd. Martin en vervolgens gele trui Chris Froome gaan hier uiteindelijk nog onder, maar De Gendt weet toptijdrijders als Richie Porte, Tejay van Garderen, Alberto Contador, Cadel Evans en vele anderen voor te blijven, wat hem een 3de plaats oplevert. Dit is de beste prestatie van een Belg in een tijdrit in de Tour sinds Eric Vanderaerden in 1985 (in de Ronde van Frankrijk van 2011 werd De Gendt ook 3de in de tijdrit van de 20e etappe, al was dit pas na de diskwalificatie van Contador).
Na de Tour reed De Gendt een redelijk anonieme Ronde van Spanje, waar hij werd uitgesloten omdat hij te lang aan de volgauto zou hebben gehangen. In oktober werd bekendgemaakt dat hij in 2014 bij het Belgische Omega Pharma-Quick-Step zou gaan rijden.

### 2014
In 2014 is De Gendts voornaamste taak het helpen van zijn nieuwe ploegmaat Rigoberto Urán in de rondes. Hij startte in zijn tweede Ronde van Italië, waar hij de eerste week al bijna anderhalf uur verloor op de roze trui. Hij speelde de eerste week wel een sleutelrol in de ploegentijdrit en in de tweede week toonde hij zich in de tijdrit van de 12e etappe. De Gendt eindigde in deze tijdrit over 42 km als 8ste, maar door slecht weersomstandigheden (die zijn concurrenten niet hadden) en een fietswissel verloor hij een mogelijke top 3-klassering. In de 17e etappe was hij de hele dag in de aanval, maar in de sprint strandde hij als 4de. De volgende dag was een zware bergetappe naar Rifugio Panarotta. De Gendt ging wederom in de aanval en was de aanzet voor een lange lucht. Aan de voet van de lange slotklim van bijna 20 km plaatste hij een aanval, en een lange tijd was hij in de winnende positie. De Gendt pikte aan en enkele kilometers later probeerde hij het opnieuw solo, maar de Colombiaanse klimmers Arredondo en Fabio Duarte wisten hem rond 5 km voor de streep terug te pakken. Uiteindelijk eindigde hij knap 6de.

### 2015
In 2015 maakte De Gendt de overstap naar Lotto-Soudal. Hier kreeg hij een vrije rol. Het seizoen startte goed voor De Gendt. Hij slaagde erin de bolletjestrui in Parijs-Nice te winnen. In de Ronde van Frankrijk werd hij 8e in de 16e etappe. Eerder in diezelfde ronde werd hij al vijfde in de 8e etappe.

### 2016
In het begin van het seizoen wist De Gendt de 4e etappe in de Ronde van Catalonië te winnen. In de Ronde van Frankrijk van dat jaar kon hij na een 2e plaats in de vijfde etappe na Greg Van Avermaet, die het geel pakte, de etappe naar de Mont Ventoux winnen. Hij ging mee in de lange vlucht en wist in een sprintje zijn medevluchters Serge Pauwels en Daniel Navarro te kloppen. Na de beste te zijn op de Stelvio in 2012 is dit dus zijn tweede overwinning op een mythische beklimming. Door deze overwinning is De Gendt de eerste Belg na Eddy Merckx die op de Ventoux kon winnen. In de laatste tijdrit van de ronde eindigde hij ook nog in de top 10.

### 2017
De Gendt begon zijn seizoen in 2017 in de Tour Down Under, waarin hij winnaar werd van het bergklassement. In het Critérium du Dauphiné won hij de openingsetappe, waarna hij vijf dagen in de leiderstrui reed. In de Ronde van Frankrijk viel De Gendt op door zijn strijdlust; hij reed gedurende deze ronde ruim 1000 kilometer in de aanval, verspreid over elf etappes. De prijs van de superstrijdlust ging in Parijs echter naar Warren Barguil.
In september won De Gendt de negentiende etappe in de Ronde van Spanje. Aan de aankomst in Gijón wist hij de eindsprint te winnen van onder andere Jarlinson Pantano en Iván García. Hiermee heeft De Gendt nu in alle grote rondes een etappe gewonnen.

### 2018
In het seizoen 2018 won De Gendt het bergklassement van de Ronde van Spanje. Daarmee was hij de eerste Belg die het bergklassement van een Grote Ronde kon winnen sinds Lucien Van Impe in de Ronde van Frankrijk van 1983. Hij was de achtste Belg ooit die het bergklassement van een Grote Ronde won, maar wel de eerste die het bergklassement van de Ronde van Spanje wist te winnen.

### 2019
Op 13 juli won De Gendt de achtste etappe van de Ronde van Frankrijk 2019 tussen Mâcon en Saint-Étienne door na de start weg te blijven met vier mede-vluchters na een ontsnappingspoging met 200 kilometer.

### 2022
Op 14 mei won De Gendt de achtste etappe van de Ronde van Italië (Giro) met vertrek en aankomst in Napels. Hij won de sprint in een kopgroep van vier renners.

### 2024
Op 22 september stopte De Gendt met wegwielrennen. In zijn laatste wedstrijd Parijs-Chauny eindigde hij als 59e. 

### 2025
Begin december 2024 tekende De Gendt een contract bij Classified Gravel Team als gravelfietser voor het seizoen 2025. In maart 2025 werd hij aangesteld tot veiligheidsanalist bij de internationale wielervakbond CPA.

## Privéleven
De Gendt trouwde op 30 juni 2012 te Semmerzake met zijn vriendin Evelyn Tuytens, met wie hij op dat moment zes jaar een relatie had. Aangezien die dag samenviel met de eerste rit van de Ronde van Frankrijk 2012, startte De Gendt dat jaar niet in de Tour.

## Trivia
- De bijnaam van De Gendt is de Schorpioen van Semmerzake omdat zijn sterrenbeeld Schorpioen is en hij een tattoo van een schorpioen op zijn kuit heeft staan.

## Palmares

### Belangrijkste overwinningen
2006 - 0 zeges
2007 - 0 zeges
2008 - 4 zeges
- GP stad Waregem
- 1e etappe Triptyque des Monts et Châteaux
- Eindklassement Triptyque des Monts et Châteaux
- 4e etappe Ronde van Navarra

2009 - 2 zeges
- Internationale Wielertrofee Jong Maar Moedig
- 4e etappe Ronde van Wallonië
- Bergklassement Ronde van Beieren

2010
- Sprintklassement Ronde van de Algarve

2011 - 3 zeges
- 1e etappe Parijs-Nice
- 3e etappe Omloop van Lotharingen
- Bergklassement Omloop van Lotharingen
- 7e etappe Ronde van Zwitserland

2012 - 2 zeges
- 7e etappe Parijs-Nice
- 20e etappe Ronde van Italië
- Cima Coppi

2013 - 1 zege
- 7e etappe Ronde van Catalonië

2014 - 0 zeges
2015 - 0 zeges
- Bergklassement Parijs-Nice
- Bergklassement Ronde van Zwitserland

2016 - 2 zeges
- 4e etappe Ronde van Catalonië
- Punten- en bergklassement Ronde van Catalonië
- 12e etappe Ronde van Frankrijk

2017 - 2 zeges
- Bergklassement Tour Down Under
- 1e etappe Critérium du Dauphiné
- 19e etappe Ronde van Spanje

2018 - 2 zeges
- Bergklassement Parijs-Nice
- 3e etappe Ronde van Catalonië
- 2e etappe Ronde van Romandië
- Punten- en bergklassement Ronde van Romandië
- Bergklassement Ronde van Spanje

2019 - 2 zeges
- Bergklassement Parijs-Nice
- 1e etappe Ronde van Catalonië
- Bergklassement Ronde van Catalonië
- Milano Cortina-trui 10e etappe Ronde van Italië[6]
- 8e etappe Ronde van Frankrijk

2020 - 0 zeges
- Strijdlustklassement Ronde van Italië

2021 - 1 zege
7e etappe Ronde van Catalonië
2022 - 1 zege
8e etappe Ronde van Italië
Totaal - 22 zeges

## Resultaten in voornaamste wedstrijden
| Jaar | Ronde van Italië | Ronde van Frankrijk | Ronde van Spanje |
| ---- | ---------------- | ------------------- | ---------------- |
| 2009 |                  |                     |                  |
| 2010 |                  |                     |                  |
| 2011 |                  | 62e                 |                  |
| 2012 | ↑ (1)            |                     | 62e              |
| 2013 |                  | 96e                 | uitgesloten      |
| 2014 | 65e              |                     |                  |
| 2015 |                  | 67e                 | opgave           |
| 2016 |                  | 40e (1)             | 65e              |
| 2017 |                  | 51e                 | 57e (1)          |
| 2018 |                  | 65e                 | 67e              |
| 2019 | 51e              | 60e (1)             | 56e              |
| 2020 | 41e              | 52e                 |                  |
| 2021 | opgave           | 82e                 |                  |
| 2022 | 74e (1)          |                     | 80e              |
| 2023 |                  |                     | 99e              |
| 2024 |                  |                     | 88e              |

| Jaar | Milaan-San Remo | Gent-Wevelgem | Ronde van Vlaanderen | Parijs-Roubaix | Amstel Gold Race | Luik-Bast.‑Luik | Ronde van Lombardije | Brabantse Pijl | Waalse Pijl |  | Wereldranglijsten |
| ---- | --------------- | ------------- | -------------------- | -------------- | ---------------- | --------------- | -------------------- | -------------- | ----------- |  | ----------------- |
| 2009 |                 |               |                      |                | opgave           | opgave          | opgave               |                | 132e        |  |                   |
| 2010 |                 | opgave        | opgave               |                |                  | 127e            |                      | ↑              | opgave      |  | 239e (UWK)        |
| 2011 | 75e             | 55e           | 48e                  | opgave         |                  | 91e             | opgave               |                |             |  | 122e (UWT)        |
| 2012 |                 |               |                      |                |                  |                 | opgave               |                |             |  | 38e (UWT)         |
| 2013 |                 |               |                      |                |                  | 132e            | opgave               |                | 131e        |  | 145e (UWT)        |
| 2014 |                 |               |                      |                |                  |                 |                      |                |             |  | 213e (UWT)        |
| 2015 |                 |               |                      |                |                  |                 |                      |                | 99e         |  | 1466e (UWT)       |
| 2016 |                 |               |                      |                |                  | 131e            |                      |                | opgave      |  | 104e (UWT)        |
| 2017 |                 |               |                      |                |                  | opgave          | opgave               | 89e            | opgave      |  | 112e (UWT)        |
| 2018 |                 |               |                      |                |                  |                 | opgave               |                |             |  | 124e (UWT)        |
| 2019 |                 |               |                      |                |                  |                 |                      |                |             |  | 230e (UWR)        |
| 2020 |                 |               |                      |                |                  |                 |                      |                |             |  | 317e (UWR)        |
| 2021 |                 |               |                      |                |                  |                 |                      |                |             |  |                   |
| 2022 |                 |               |                      |                |                  |                 |                      |                | opgave      |  |                   |
| 2023 |                 |               |                      |                |                  |                 | opgave               |                |             |  |                   |
| 2024 |                 |               |                      |                |                  |                 |                      |                |             |  |                   |

### Resultaten in kleinere rondes
| Jaar | Tour Down Under | Ronde van de Verenigde Arabische Emiraten | Parijs-Nice | Ronde van Catalonië | Ronde van Romandië | Critérium du Dauphiné | Ronde van Zwitserland | Ronde van Polen | Eneco Tour | Ronde van Peking Ronde van Guangxi |
| ---- | --------------- | ----------------------------------------- | ----------- | ------------------- | ------------------ | --------------------- | --------------------- | --------------- | ---------- | ---------------------------------- |
| 2009 |                 |                                           |             |                     |                    |                       |                       |                 |            |                                    |
| 2010 |                 |                                           |             |                     |                    |                       |                       |                 | 24e        |                                    |
| 2011 | 58e             |                                           | 39e (1)     |                     |                    |                       | 48e (1)               |                 |            | 27e                                |
| 2012 | 58e             |                                           | 29e (1)     |                     | 68e                |                       |                       |                 | opgave     |                                    |
| 2013 | 78e             |                                           | opgave      | 31e (1)             |                    |                       | opgave                |                 |            |                                    |
| 2014 |                 |                                           |             |                     | opgave             |                       |                       | 66e             |            |                                    |
| 2015 | 73e             |                                           | 69e         |                     |                    |                       | 60e                   |                 |            |                                    |
| 2016 | 96e             |                                           |             | 68e (1)             | opgave             | 96e                   |                       |                 |            |                                    |
| 2017 | 94e             |                                           | 40e         | 103e                | 108e               | opgave (1)            |                       |                 |            | 63e                                |
| 2018 | 78e             |                                           | 65e         | opgave (1)          | 49e (1)            |                       |                       |                 |            |                                    |
| 2019 |                 |                                           | 58e         | 36e(1)              |                    |                       |                       |                 |            |                                    |
| 2020 | 113e            |                                           | 25e         |                     |                    | 58e                   |                       | 119e            |            |                                    |
| 2021 |                 | 69e                                       | 66e         | 66e (1)             |                    |                       |                       |                 |            |                                    |
| 2022 |                 |                                           |             | opgave              |                    |                       | opgave                |                 |            |                                    |
| 2023 |                 | 60e                                       | opgave      |                     | 82e                |                       |                       |                 |            |                                    |
| 2024 |                 | opgave                                    |             |                     | opgave             |                       |                       |                 |            |                                    |

(*) tussen haakjes aantal individuele etappe-overwinningen

## Ploegen
- 2006 –  Unibet-Davo
- 2007 –  Davo
- 2008 –  Davo
- 2009 –  Topsport Vlaanderen-Mercator
- 2010 –  Topsport Vlaanderen-Mercator
- 2011 –  Vacansoleil-DCM Pro Cycling Team
- 2012 –  Vacansoleil-DCM Pro Cycling Team
- 2013 –  Vacansoleil-DCM Pro Cycling Team
- 2014 –  Omega Pharma-Quick-Step Cycling Team
- 2015 –  Lotto Soudal
- 2016 –  Lotto Soudal
- 2017 –  Lotto Soudal
- 2018 –  Lotto Soudal
- 2019 –  Lotto Soudal
- 2020 –  Lotto Soudal
- 2021 –  Lotto Soudal
- 2022 −  Lotto Soudal
- 2023 −  Lotto-Dstny
- 2024 –  Lotto-Dstny

Wielerploegen van Thomas De Gendt
Bakelants · Coenen · Criel · De Gendt · De Ketele · Goddaert · Hermans · Joseph · Keisse · Lodewyck · Maes · Mertens · Neirynck · Neyens · Nolf · Renders · Steurs · Vandewalle · Van Hecke · Vanheule · Vanmarcke · Vanspeybrouck · Debusschere (stagiair)
Armée · Baugnies · Boeckmans · Coenen · De Gendt · De Ketele · Jacobs · G.Joseph · S.Joseph · Lodewyck · Mertens · Neirynck · Neyens · Steurs · Van Hecke · Van Staeyen · Van Vooren · Vanmarcke · Vandewalle · Vanspeybrouck · Jodts (stagiair) · Serry (stagiair) · Wallays (stagiair)
Anzà ·
Belkov ·
Božič ·
Carrara · 
De Gendt · 
Devolder · 
Feillu · 
Gardeyn ·
Gołaś · 
Hoogerland ·
Keizer ·
Lagoetin ·
van Leijen · 
Leukemans ·
Ligthart ·
Marcato ·
Mol ·
Mosquera · 
Mouris ·
Ongarato · 
Pavarin ·
Pidhorny ·
Poels ·
Riccò (tot 25/04) ·
Ruijgh ·
Selvaggi · 
Veuchelen · 
Westra ·
Lindeman (stagiair) ·
Markus (stagiair) · 
Wauters (stagiair) 
Boeckmans ·
Carrara · 
De Gendt · 
Denifl ·
Devolder · 
Feillu · 
Hoogerland ·
van Hummel ·
Keizer ·
Lagoetin ·
Larsson · 
Leukemans ·
Ligthart ·
Lindeman ·
Marcato ·
Marczyński ·
Markus ·
Mol · 
Morajko · 
Mortensen ·
Novikov ·
Pavarin ·
Poels ·
Ruijgh ·
Selvaggi · 
Valls · 
Van Impe ·
Veuchelen · 
Westra ·
Hamelink (stagiair) ·
Kreder (stagiair) · 
Lammertink (stagiair) · 
Wauters (stagiair)
Boeckmans ·
Bole ·
De Gendt ·  
Feillu · 
Flecha · 
Hoogerland ·
van Hummel ·
Keizer ·
Kreder ·
Lagoetin ·
Lammertink · 
Leukemans ·
Ligthart ·
Lindeman ·
Marcato ·
Marczyński ·
Markus ·
Mol · 
Novikov ·
Poels ·
B. van Poppel · 
D. van Poppel · 
Ruijgh ·
Rujano (tot 30/06) ·
Selvaggi · 
Valls · 
Veuchelen · 
Wauters ·
Westra
Alaphilippe · Bakelants · Boonen · Brambilla · Cavendish · De Gendt · De Weert · Fenn · Gołaś · Keisse · Kwiatkowski  · Maes · Martin   · Meersman · Pauwels · Petacchi · Poels · Renshaw · Serry · Steegmans · Štybar · Terpstra · Trentin · Urán · Vakoč · Vandenbergh · Van Keirsbulck · M. Velits · Vermote · Verona
Armée · Bak · Benoot · Boeckmans · Breen · Broeckx · De Buyst · De Bie · Debusschere · De Clercq · De Gendt · Dehaes · Dockx · Gallopin · Greipel · Hansen · Henderson · Ligthart · Monfort · Roelandts · Sieberg · Vallée · Van den Broeck · Van der Sande · D.Vanendert · J.Vanendert · Vervaeke · Wellens · Frison (stagiair) · Van Gestel (stagiair) · Van Rooy (stagiair)
Armée · Bak · Benoot · Boeckmans · Broeckx · De Buyst · De Bie · De Clercq · De Gendt · Debusschere · Dockx · Frison · Gallopin · Greipel · Hansen · Henderson · Ligthart · Marczyński · Monfort · Roelandts · Sieberg · Valls · Van der Sande · Vanendert · Vervaeke · Wallays · Wellens · Deltombe (stagiair) · Goolaerts (stagiair) · Shaw (stagiair)
Armée · Bak · Benoot · Boeckmans · De Bie · De Buyst · De Clercq · De Gendt · Debusschere · Frison · Gallopin · Greipel · Hansen · Hofland · Maes · Marczyński · Mertz · Monfort · Roelandts · Shaw · Sieberg · Valls · Van der Sande · Vanendert · Vervaeke · Wallays · Wellens · Wouters · Leysen (stagiair) · Planckaert (stagiair) · Van Gompel (stagiair)
Armée · Bak · Benoot · Campenaerts     · De Buyst · De Gendt · Debusschere · Frison · Greipel · Hansen · Hofland · Keukeleire · Lambrecht · Maes · Marczyński · Mertz · Monfort · Naesen · Shaw · Sieberg · Van der Sande · Vanendert · Wallays · Wellens · Wouters
Armée · Benoot · Blythe · Campenaerts   · De Buyst · De Gendt · Dewulf · Ewan · Frison · Hagen · Hansen · Iversen · Keukeleire · Kluge · Lambrecht · Maes · Marczyński · Mertz · Monfort · Naesen · Thijssen · Van der Sande · van Goethem · Van Moer · Vanendert · Vanhoucke · Wallays · Wellens · Wouters
Armée · Cras · De Buyst · De Gendt · Degenkolb · Dewulf · Dibben · Ewan · Frison · Gilbert · Goossens · Hagen · Hansen · Holmes · Iversen · Kluge · Maes · Marczyński · Mertz · Oldani · Thijssen · Van der Sande · Van Goethem · Van Moer · Vanhoucke · Vermeersch (vanaf 1 juni) · Wallays · Wellens
Conca · Cras · De Buyst · De Gendt · Degenkolb · Ewan · Frison · Gilbert · Goossens · Grignard · Holmes · Kluge · Kron · Małecki · Marczyński · Moniquet · Oldani · Sweeny · Thijssen · Van der Sande · Van Gils · Van Moer · Vanhoucke · Vermeersch · Verschaeve · Vervloesem · Wellens
Barbero (vanaf 1/5) · Beullens · Campenaerts · Conca · Cras · De Buyst · De Gendt · De Lie · Drizners · Ewan · Frison · Gilbert · Grignard · Holmes · Janse van Rensburg (vanaf 1/5) · Kluge · Kron · Małecki · Moniquet · Schwarzmann · Selig · Sweeny · Van Gils · Van Moer · Vanhoucke · Vermeersch · Verschaeve · Vervloesem · Wellens
Adamietz · Beullens · Campenaerts · De Buyst · De Gendt · De Lie · Drizners · Eenkhoorn · Ewan · Frison · Grignard · Guarnieri · Kron · Livyns · Menten · Moniquet · Paasschens · Schwarzmann · Segaert (vanaf 24/2) · Selig · Sepúlveda · Slock · Sweeny · Van de Paar · Van Eetvelt · Van Gils · Van Moer · Vanhoucke (vanaf 15/8) · Vermeersch
Adamietz · Berckmoes · Beullens · Campenaerts · Currie · De Buyst · De Gendt · De Lie · Drizners · Eenkhoorn · Gregaard · Grignard · Guarnieri · Kron · Livyns · Menten · Moniquet · Paasschens · Segaert · Taminiaux · Sepúlveda · Slock · Vandenabeele · Van de Paar · Van Eetvelt · Van Gils · Van Moer · Vanhoucke · Vermeersch